# Jan Smeekens (gewichtheffer)
Johannes Godefridus (Jan) Smeekens (Ginneken en Bavel, 13 juli 1920 – Breda, 23 juni 1980) was een Nederlands gewichtheffer in de middengewicht en later zwaarmiddengewicht klasse.

## Loopbaan
Op zeventienjarige leeftijd begon Smeekens deel te nemen aan wedstrijden en toen hij 22 was werd hij voor het eerst Nederlands kampioen. Ook daarna is Smeekens, die tot zijn 42e bleef deelnemen aan wedstrijden, heel wat keren Nederlands kampioen geworden. Verder zette hij meerdere keren Nederlandse records op zijn naam. Zo verbeterde hij in mei 1948 het record tweehandig stoten naar 136,9 kg en in april 1951 verbeterde deze gewichtheffer, die uitkwam voor BGV uit Breda, dat naar 140 kg. Een jaar eerder verbeterde hij het Nederlands record tweehandig trekken van 109,2 kg naar 115,5 kg, terwijl dat daarvoor ook al op zijn naam stond. In 1954 zette hij het Nederlands record op de toenmalige drie olympische oefeningen (drukken, trekken en stoten) op 370 kg.
Smeekens nam twee keer deel aan de Olympische Spelen: in 1948 in Londen en in 1952 in Helsinki. Beide keren eindigde hij op de twaalfde plaats. De tweede keer, in Helsinki, was dat een wat tegenvallende prestatie, die mede lag aan het feit dat Smeekens te snel succes wilde bereiken. Tegen het advies van anderen in koos hij er bij het drukken voor om, na 95 kilo te hebben bereikt, direct met 100 kg een poging te wagen, waar hem 97,5 kg was geadviseerd. De poging mislukte. Toen vervolgens bij het trekken hetzelfde gebeurde (van 115 kg direct naar 120 kg, waar 117,5 kg werd geadviseerd) en ook dit mislukte, wilde hij bij het stoten, zijn sterkste onderdeel, via 130 en 135 kg direct overstappen op 145 kg. In een andere omgeving was hem dit al verschillende malen gelukt, maar in Helsinki lukte het niet. Waardoor hij in totaal uitkwam op 345 kg.
In 1951 werd hij in Milaan Europees kampioen. 
In het dagelijks leven werkte Smeekens 's nachts als chauffeur voor een zuidelijke krant.

## Palmares

### gewichtheffen
- 1948: 12e Olympische Spelen - 330.0
- 1952: 12e Olympische Spelen - 345.0